# Alessandro Padoa
Alessandro Padoa   (Venècia, 14 d'octubre de 1868 - Gènova, 25 de novembre de 1937) va ser un matemàtic italià.

## Vida i obra
Padoa va néixer a Venècia, ciutat en la qual va fer els seus estudis secundaris, ingressant després a la universitat de Pàdua per estudiar enginyeria, estudis que no va poder acabar per motius familiars. Més tard, va continuar els seus estudis, primer a la universitat de Bolonya i després a la de Torí, en la qual va fer amistat amb Mario Pieri. El 1895 es va graduar amb una tesi dirigida per Giuseppe Peano.
Després de graduar-se va ser professor de matemàtiques a diferents instituts de secundària a Pinerolo, Sondrio, Roma, Chioggia i Cagliari, fins al 1909 en que va ser nomenat professor del institut Vittorio Emanuele de Gènova, ciutat en la qual va romandre la resta de la seva vida.
Tot i que va intentar diverses vegades aconseguir una plaça docent universitària no va reeixir fins al 1932 en que va ser nomenat professor de lògica matemàtica de la universitat de Gènova. Es va jubilar el 1936.
Padoa va ser el principal docent i divulgador de la lògica ideogràfica i des del 1898 va posar totes les seves energies en cicles de seminaris sobre el tema a Brussel·les (1898), Pavia (1899), Roma (1900 i 1906), Cagliari (1906-7), Ginebra (1911) i Gènova (1932-1937). Del seminari de Ginebra sorgirà el seu llibre més notable: La Logique déductive dans sa dernière phase de développement (1912).
A ell se li deu la interpretació (1900) de que les nocions primitives d'una teoria no poden ser definides en termes d'altres nocions de la teoria. Aquesta interpretació seria desenvolupada amb posterioritat, sobre tot pel matemàtic Alfred Tarski.
El 1934, la Reale Accademia dei Lincei el va honorar amb el seu premi en matemàtiques.